# Aladyn (imię)
Aladyn (arab. Ala ad-Din) – męskie imię pochodzenia arabskiego, znaczy „doskonałość wiary”. Obchodzi imieniny 14 listopada.